# 韩国环境部
环境部（：／ Hwangyeongbu */?）是大韩民国的中央行政機關，部门首长称环境部部長（：／），同时被任命为国务委员。

## 沿革
- 1967年2月17日 - 保健社会部保健局环境卫生课设立。
- 1980年1月5日 - 设立环境厅，为保健社会部的外厅。
- 1990年1月3日 - 设立环境处。
- 1994年12月24日 - 改组为环境部。
- 2008年2月29日 - 政府机构改革，气象厅由科学技术部移交环境部。

## 职责
保护自然环境及生活环境、防止环境污染等相关事务。

## 组织

### 官员
- 部長（／）
  - 发言人
  - 部長政策顾问
- 次長
  - 监査官

### 下属机构
| - 运营支援课 - 企画调整室 - 环境政策室 - 水环境政策局 | - 自然保护局 - 资源循环局 - 国立生态院建立推进企画团（临时组织） |

### 附属机构
| - 国立环境科学院 - 交通环境研究所 - 资源循环研究中心 - 水环境研究所 汉江、洛东江、锦江、荣山江 - 国立生物资源馆 - 国立环境人力开发院 - 流域环境厅 - 汉江流域环境厅（京畿道河南市） - 洛东江流域环境厅（庆尚南道昌原市） - 锦江流域环境厅（大田广域市） - 荣山江流域环境厅（光州广域市） | - 地方环境厅 - 原州地方环境厅 - 大邱地方环境厅 - 王避川环境办事处（庆尚北道蔚珍郡） - 全州地方环境厅 - 首都圈大气环境厅（首尔） - 中央环境纷争调停委员会事务局 |

### 外厅
- 气象厅